# Ischnothele digitata
Ischnothele digitata är en spindelart som först beskrevs av O. Pickard-Cambridge 1892.  Ischnothele digitata ingår i släktet Ischnothele och familjen Dipluridae. Inga underarter finns listade i Catalogue of Life.